# Dnsmasq
Dnsmasq – serwer DHCP oraz DNS (tylko przekazywania zapytań i pamięci podręcznej) o niewygórowanych wymaganiach i dokładnie skrojonej funkcjonalności. Zastosowanie ma przede wszystkim w małych sieciach domowych na routerze dzielącym łącze internetowe (NAT). Tworzony jest przez Simona Kelley'ego i udostępniany na licencji GPL w wersji 2 lub 3.
Dostępne są wersje dla Linuksa, BSD, OS X i Solarisa. Może być również używany w systemach wbudowanych poprzez linkowanie z uClibc, możliwość ograniczenia liczby zapisów na dysk/pamięć flash czy poprawnej pracy z maszynami pozbawionymi RTC. Dnsmasq obsługuje statyczne i dynamiczne przydzielanie adresów DHCP (a także konfigurację mieszaną) oraz protokoły BOOTP i TFTP. Może poszczególnym hostom lub grupom maszyn przekazywać różne opcje konfiguracyjne DHCP.
Potrafi utworzyć lokalną domenę dla swoich klientów, serwować wewnątrz niej rekordy MX, a nazwy maszyn czerpać z plików konfiguracyjnych lub nazw dostarczonych przez klientów w pakietach DHCP. Może przechowywać wyniki zapytań DNS w pamięci podręcznej. Sam w sobie nie może jednak służyć do utworzenia i zarządzania domeną w internecie – jest serwerem forwardującym. Obsługuje IPv6.